# Maybach
Maybach-Motorenbau GmbH ([ˈmaɪ.bax]IPA), do roku 1918: Luftfahrzeug-Motorenbau GmbH, byl německý výrobce motorů a automobilka, vyrábějící luxusní automobily.
Společnost založili v roce 1909 Wilhelm Maybach a hrabě Ferdinand von Zeppelin ve městě Bissingen/Enz. V roce 1912 firma přesídlila do Friedrichshafenu u Bodamského jezera. Řízení společnosti se ujal nejstarší syn jednoho z jejích zakladatelů Karl Maybach. Od roku 1949 byli vedoucími osobnostmi společnosti Karl Maybach, Jean Raebel a Carl Böttner.
V roce 1960 převzala značku tehdejší společnost Daimler-Benz, dnes Mercedes-Benz Group AG. V roce 1966 byla výroba velkých motorů oddělena do „Maybach Mercedes-Benz Motorenbau GmbH“. V roce 1969 byla tato firma přejmenována na „Motoren- und Turbinen-Union Friedrichshafen GmbH“ (MTU Friedrichshafen).
Novodobé oživení značky Maybach koncernem Daimler AG v roce 2002 pro výrobu luxusních limuzín nevedlo k trvalému ekonomickému úspěchu. Proto byla produkce těchto automobilů, které byly nejdražšími vozy vyráběnými v Německu, v roce 2013 zastavena.
Od roku 2015 jde o podznačku výrobce automobilů Mercedes-Benz, kde se pod obchodní značkou Mercedes-Maybach prodává jako nejluxusnější verze jejich automobilů. Aktuálně jsou v nabídce tři modely a to Mercedes-Maybach třídy S, Mercedes-Maybach GLS a Mercedes-Maybach EQS SUV.

## Historie společnosti a značky

### Vznik společnosti
Zpočátku firma vyvíjela a vyráběla dieselové a benzínové motory pro vzducholodě Zeppelin, mimo jiné i letecký motor MB IVa, což byl první motor speciálně řešený tak, aby ve velkých nadmořských výškách neztrácel výkon.

### První světová válka
Do roku 1915 již firma Maybach sériově vyráběla motory série CX, kterými byla vybaveno 28 vzducholodí a 6 tzv. FL-člunů (dálkově ovládané čluny naplněné výbušninou). Jednalo se o řadový šestiválec o zdvihovém objemu 22,8 litru, s výkonem 154 kW (210 HP) při 1300 min-1. Motor disponoval řízením předstihu s regulací benzínovou tryskou a zařízením pro odpojení zapalování při překročení otáček nebo při závadě mazání. Dále byl motor vybaven doplňkovým nezávislým manuálním nastavením předstihu.
Motory řady CX byly poprvé použity pro námořní vzducholoď L2 (= LZ 18), vzducholodě L 17 (=LZ 52) byly vybaveny motory „HS“ o výkonu 240 HP (správně „HSLu“, podle HS-Luftschiff). První motory této typové řady trpěly ale řadou dětských nemocí, které se podařilo uspokojivě vyřešit teprve po mnoha letových zkouškách. Zpravidla byly tyto ukvapeně zavedené motory měněny za nové HSLu. Po třech měsících byly již výsledky velice dobré, motory vydržely dlouhodobé letové nasazení (20-40 hodin) zpravidla bez problémů.
Pro námořní vzducholoď L 52 (LZ 98) začala firma dodávat první skutečný výškový letecký motor, typ MB IVa. Tento motor odstranil problémy, které způsoboval řídký vzduch při nízkém atmosférickém tlaku, a to použitím tří rozdílných nastavení karburátoru: „La“ (startování), „V“ (plný plyn, pro stoupání do výšky 1800 m) a „H“ (nastavení pro výšky od 1800 m). Motory se zkoušely na zkušební stolici umístěné na hoře Wendelstein ve výšce 1800 m. V březnu 1917 obdržel typ MB (260 HP) schválení. Měsíčně se vyrábělo až 200 motorů, celkově bylo vyrobeno přes 2000 ks. Ke konci první světové války se tyto motory používaly i do rychlých člunů. V licenci vyráběly tyto výškové motory i další firmy, jako např. BMW (BMW IVa); tyto motory se používaly například pro stíhačky a průzkumná letadla.

### Výmarská republika
V roce 1918 byla firma přejmenována na Maybach-Motorenbau GmbH. Na základě Versailleské smlouvy, která zakazovala výrobu vzducholodí a letadel, začala továrna Maybach s výrobou automobilů. V této době prováděl Maybach rovněž první pokusy v oblasti aerodynamiky.
Pro použití v lokomotivách vyvinul Maybach speciální rychloběžné dieselové motory. Motorová jednotka DRG 877 „Létající Hamburčan“, která byla poháněna dvěma dvanáctiválci Maybach, každý o výkonu 410 HP, dosahovala rychlostí až 160 km/h.
Pro použití v automobilech byl vyvinut vysoce výkonný zážehový motor. V roce 1919 byl namontován do zkušebního vozidla „W1“; první prodejní automobil „W3“ představila firma v roce 1921 na Berlínském autosalónu. V roce 1930 byla na trh uvedena největší německá limuzína Zeppelin poháněná dvanáctiválcovým motorem. Jak bylo v té době obvyklé, byly i automobily Maybach vyráběny bez karosérie. Firma úzce spolupracovala s karosárnou Hermann Spohn v Ravensburgu, ale mnoho vozidel Maybach bylo nicméně na přání zákazníků karosováno v jiných výrobnách. Vozy Maybach patřily k nejluxusnějším automobilům v Evropě.
S počátkem druhé světové války byla výroba automobilů ukončena a od roku 1941 již Maybach žádný automobil nevyrobil. Během přibližně dvacetiletého období výroby automobilů bylo vyrobeno pouze 2 300 kusů.
Vyráběné motory se dodávaly i pro pohon lodí.
Kromě toho se v 30. letech vyráběly navijáky pro navijákový vzlet větroňů vybavené motorem HL 42 o výkonu 100 HP (tzv. „Maybachwinden“). Řada těchto navijáků se používala ještě v poválečném Německu, kde tyto navijáky dobře sloužily především na sportovních letištích a v plachtařských klubech v NDR ještě koncem 70. let.

### Období druhé světové války
Před a během druhé světové války vyráběl Maybach (i další firmy podle jeho licence) benzínové motory pro téměř všechny tanky, polopásy a obrněná vozidla Wehrmachtu, stejně jako i motory pro útočné čluny. Široce rozšířené byly dvanáctiválce Maybach HL 120 o výkonu 300 HP, které sloužily v tancích Panzer III a Panzer IV. Silnější motor HL 230 o výkonu 700 HP se používal do tanků Panther, Tiger I, II a Jagdtiger.
Varianty motorů Maybach během druhé světové války:
- HL 38 TR
- HL 38 TUKRM-TUKRRM
- HL 42 TUKRM-TUKRRM
- HL 54 TUKRM
- HL 62 TUK
- HL 62 TR
- HL 62 TRM
- HL 66 P
- HL 85 TUKRM
- HL 90
- HL 108 TR
- HL 108 TR R
- HL 116
- HL 120 TR
- HL 120 TRM
- HL 120 TR R
- HL 120 TRM 112
- HL 150
- HL157 P
- HL 174
- HL 210 TRM P30
- HL 210 TRM P45
- HL 210 P30
- HL 230 P30
- HL 230 TRM P30
- HL 230 TRM P45
- HL 234 P30 Ausführung A
- HL 234 TRM P45
- HL 234 TRM P30
- HL Neues Projekt
- HL 235

### Další rozvoj a poválečné období
Po válce byl sice výrobní závod ve Friedrichshafenu znovu vybudován, nejprve ale sloužil převážně jako opravářská dílna. V začátku se sice opět pomýšlelo na obnovení výroby automobilů, nakonec se pro ni ale nepodařilo zajistit kapitál. Proto se firma dále věnovala výrobě motorů pro dieselové lokomotivy a lodě.
V roce 1960 došlo k převzetí společnosti Maybach-Motorenbau GmbH koncernem Daimler-Benz a forma dále pokračovala v činnosti pod názvem MTU Friedrichshafen GmbH. Od tohoto momentu se firma koncentrovala na výrobu dieselových motorů; výroba automobilů již nebyla nikdy obnovena.

### Novodobé oživení značky
Automobilový koncern Daimler AG (tehdy Daimler-Chrysler) použil značku Maybach v roce 2002 pro výrobu luxusních limuzín. Technicky byly tyto modely Maybach založeny na typech Mercedes-Benz třídy S W140, které se vyráběly v období 1991-1998. Modely Maybach 57 a 62 vyráběl koncern Daimler v dílnách Maybach v závodě Sindelfingen (na předměstí Stuttgartu) do konce roku 2012. Jako již dříve při výrobě státnických limuzín Mercedes-Benz 600 se výroba limuzín Maybach nedostala ani do blízkosti ekonomického úspěchu a zůstala tudíž čistě otázkou prestiže. V roce 2012 rozhodlo představenstvo společnosti Daimler AG o ukončení používání značky Maybach. Limuzíny Maybach se prodávaly ještě do roku 2013, od té doby je tato luxusní značka odstavená. Limuzíny Maybach byly na trhu nahrazeny vozidly Mercedes-Benz třídy S W222, typ S600.

## Osobní automobily značky Maybach
První automobil Maybach byl v roce 1919 vyroben jako prototyp označovaný „Wagen W1“, na základě podvozku Daimler. Nesl již charakteristickou masku chladiče. Označení W2 nesl další vyráběný motor. Jako W3 byl označován první sériový automobil, vyráběný od roku 1921, poháněný řadovým šestiválcovým motorem s planetovou převodovkou v bloku s motorem; v nabídkách byl označován jako typ 22/70 PS. První číslo znamenalo dřívější „daňový“ výkon. Toto číslo se od roku 1909 používalo v Německu pro daňové účely a určovalo se na základě zdvihového objemu. Druhé číslo znamenalo skutečný výkon motoru.
V roce 1926 následoval model W5, označovaný jako Typ 27/120 PS. V roce 1928 firma představila typ W5 SG (SG je zkratka pro „Schnellgang-Getriebe“, rychloběžnou převodovku). V roce 1930 – paralelně s typem Zeppelin - nastoupil typ W6, který byl od roku 1934 k dispozici rovněž ve verzi W6 DSG (s dvojitým rychloběhem). Od roku 1934 se nabízel i typ DSH („Doppel-Sechs-Halbe“) s 5,2 litrovým řadovým šestiválcem, který byl odvozený z dvanáctiválce DS, posílený na 130 HP a představoval zjednodušení konstrukce.
Model Zeppelin-DS, který Karl Maybach poprvé nabízel v roce 1930 a dodával se od roku 1931, byl označován jako typy DS7 a DS8. Jednalo se o první modely firmy Maybach s 12válcovým motorem do „V“. Označení DS7 znamenalo „Doppel-Sechs-7-Liter“ (dvojitý šestiválec, 7 litrů). DS8 analogicky znamenalo dvojitý šestiválec, 8 litrů. Typ DS7 měl výkon 150 HP, typ DS8 200 HP. Karosérie dodávaly firmy Spohn a Erdmann & Rossi. Ve srovnání s italskými vozy Bugatti Royale Typ 41, který se v roce 1931 prodával za cenu od 100 300 říšských marek (RM), byly vozy Zeppelin DS8 doslova laciné, stály „pouhých“ 33 200 RM.

### Historické modely Maybach
- Maybach W1, zkušební prototyp, v roce 1919
- Maybach W3, objem 5,7l, 70 HP, od roku 1921
- Maybach W5, objem 7l, 120 HP, 1926-1929
- Maybach W6, od roku 1929
- Maybach SW35 (SW = výkyvné polonápravy), objem 3,5l, od roku 1935, vyrobeno jen 50ks

- Maybach SW38, objem 3,8l, v letech 1936-1939
- Maybach SW42, objem 4,2l, v letech 1939-1941
- Maybach Zeppelin DS7 a DS8
- Maybach Zeppelin Sport, od roku 1938
- Maybach Zeppelin DS8 Cabriolet, šesti- až sedmimístný

#### Galerie

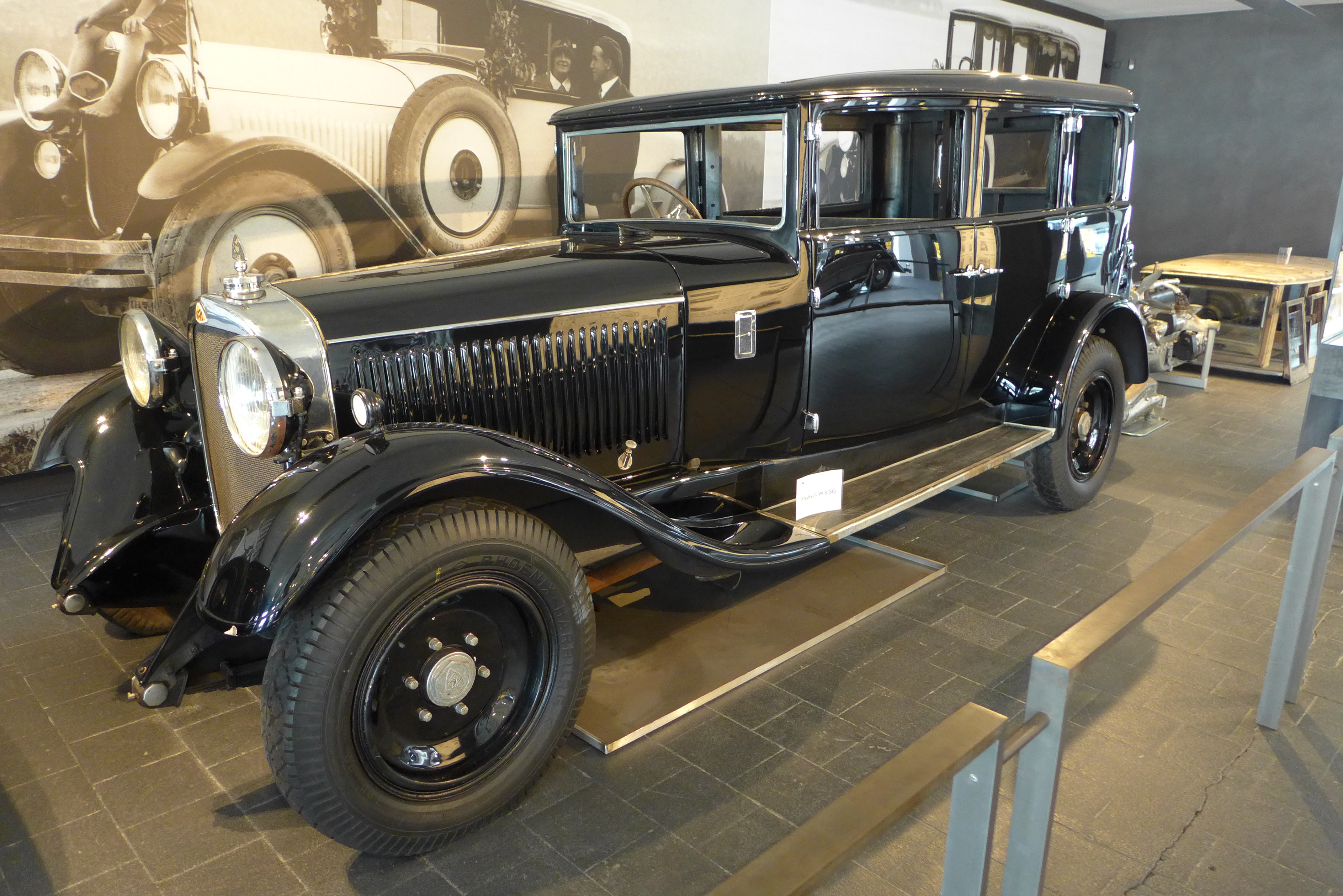
Maybach W 5 (1926)
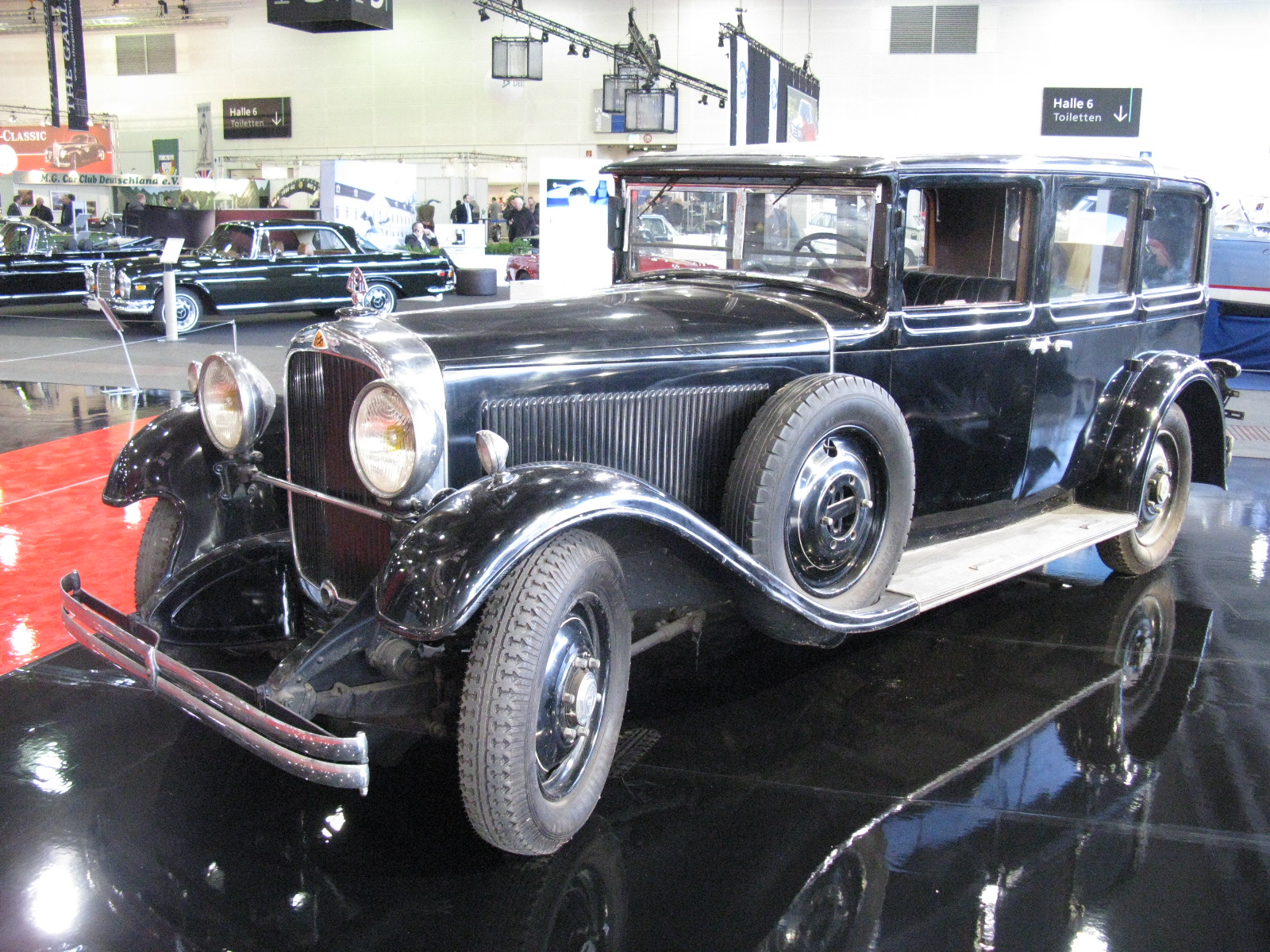
Maybach DS 7 (1927)
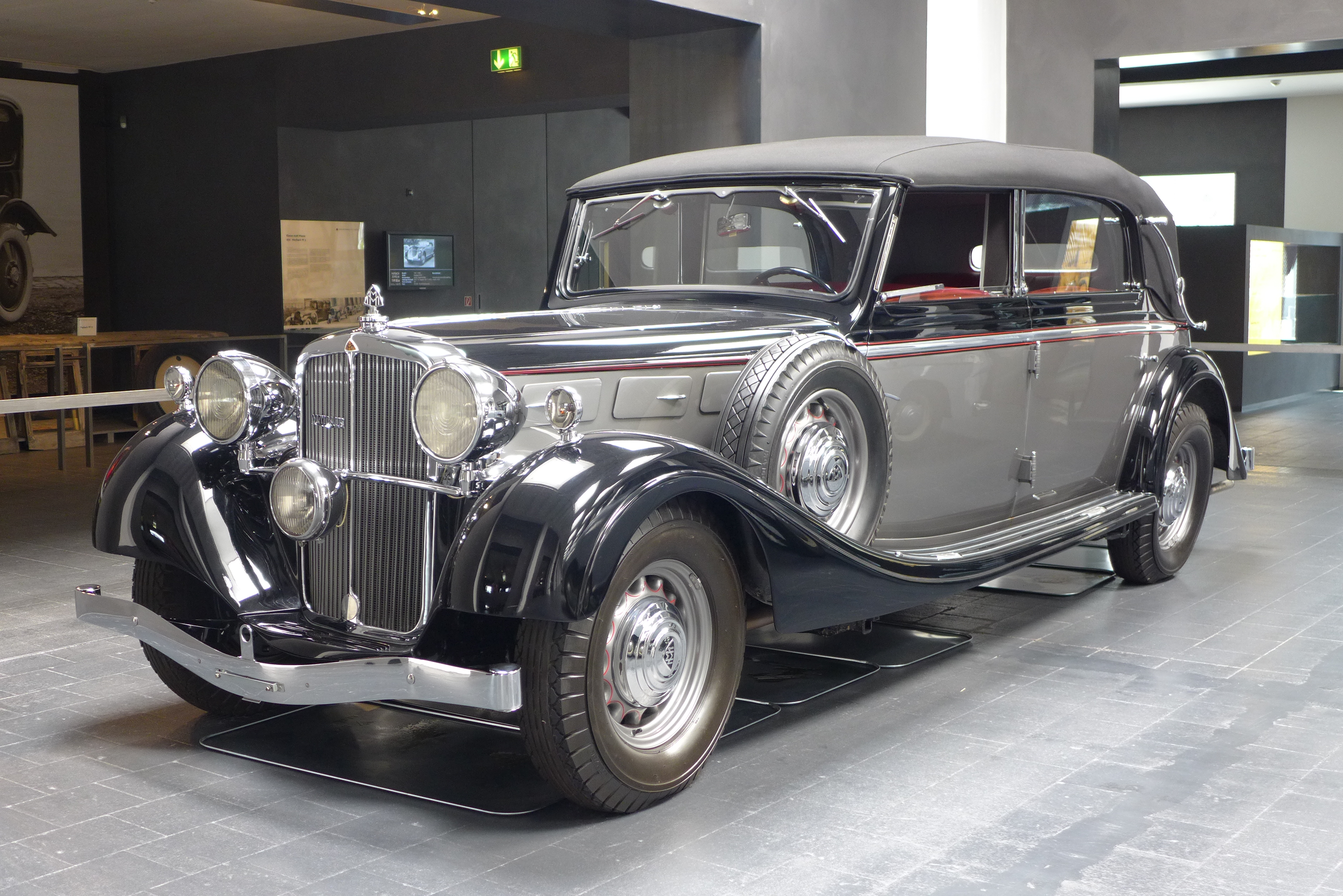
Maybach SW 38 (1937)
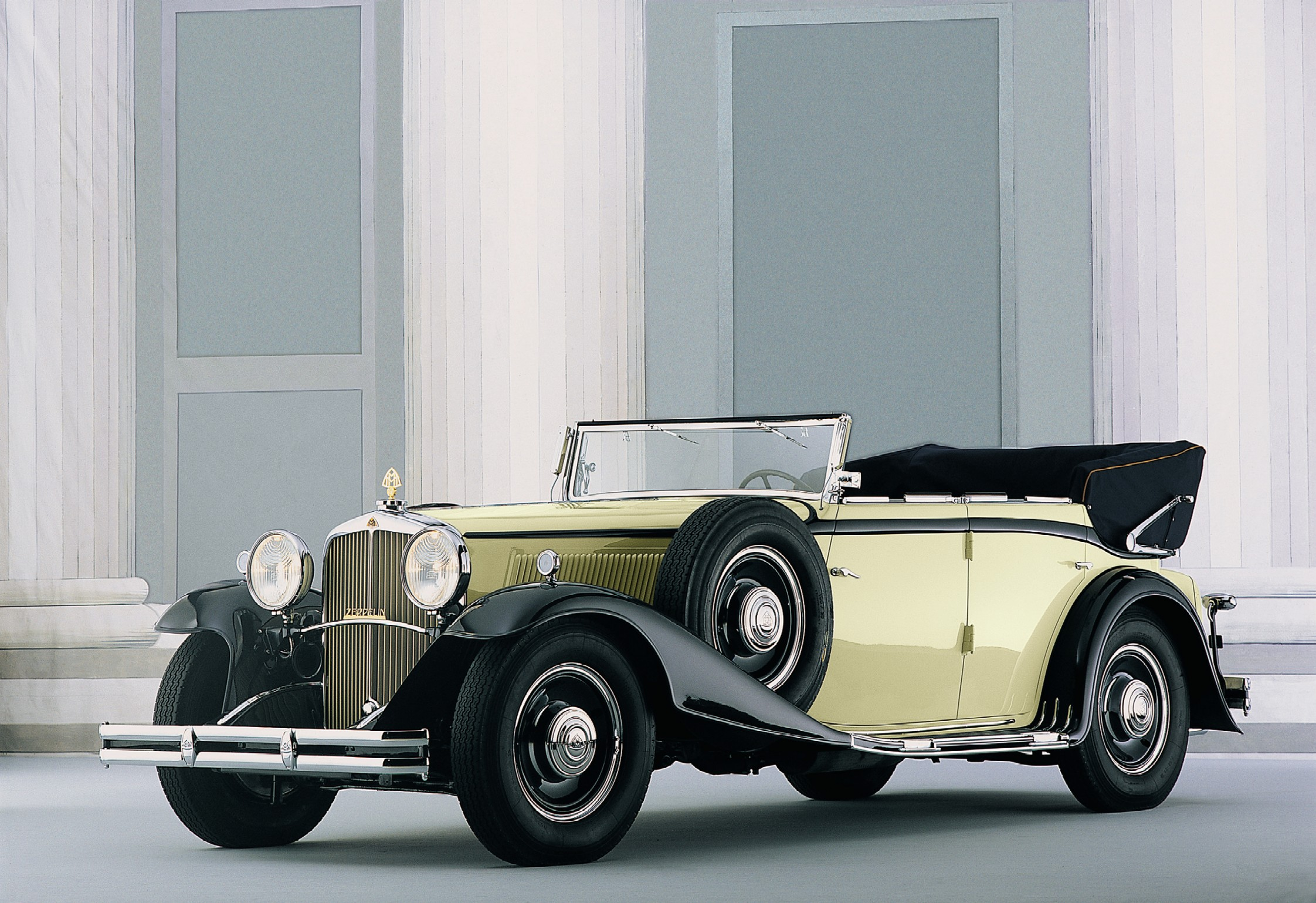
Maybach Zeppelin DS 8 Cabriolet
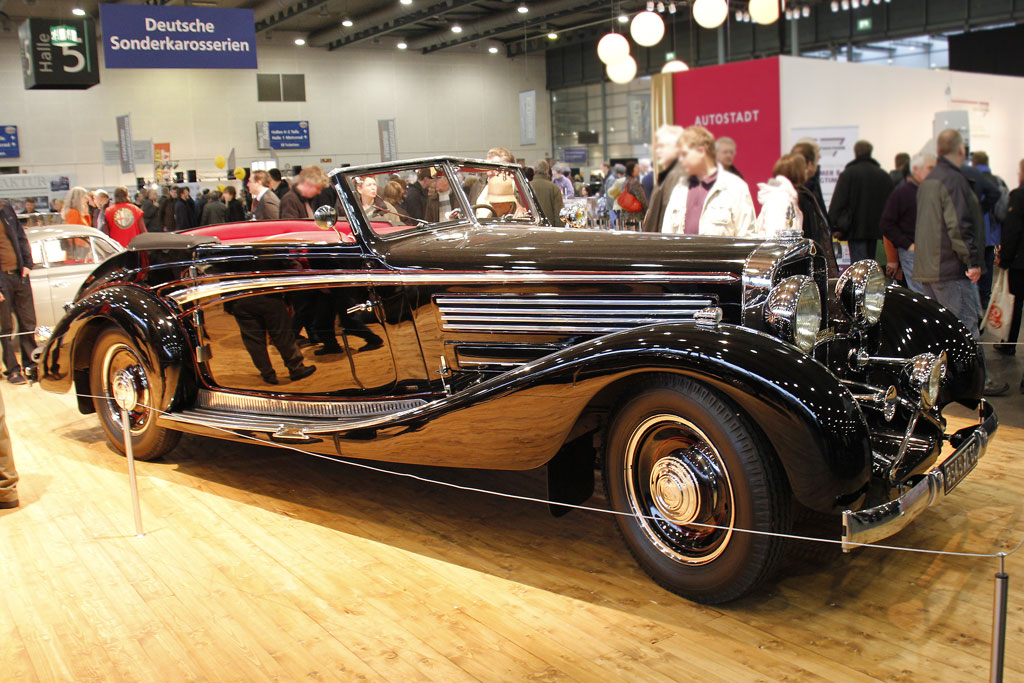
Maybach Zeppelin DS 8 Sport Cabriolet (1937)

### Muzeum historických vozidel Maybach
31. března 2009 bylo v Neumarktu in der Oberpfalz otevřeno muzeum historických vozidel Maybach (Museum für historische Maybach-Fahrzeuge). Jedná se zřejmě o jediné muzeum značky Maybach na světě a na rozdíl od muzeí dalších automobilových značek je v soukromých rukách. Na ploše 2500 m² bývalého závodu Express Werke je vystavováno 16 automobilů a další exponáty, které zakladatel muzea Helmut Hofman shromažďoval po dobu 20 let.

### Novodobé modely
- Maybach 57
- Maybach 62
- Maybach 57S
- Maybach 62S
- Maybach 62 Landaulet
- Maybach Exelero

#### Galerie

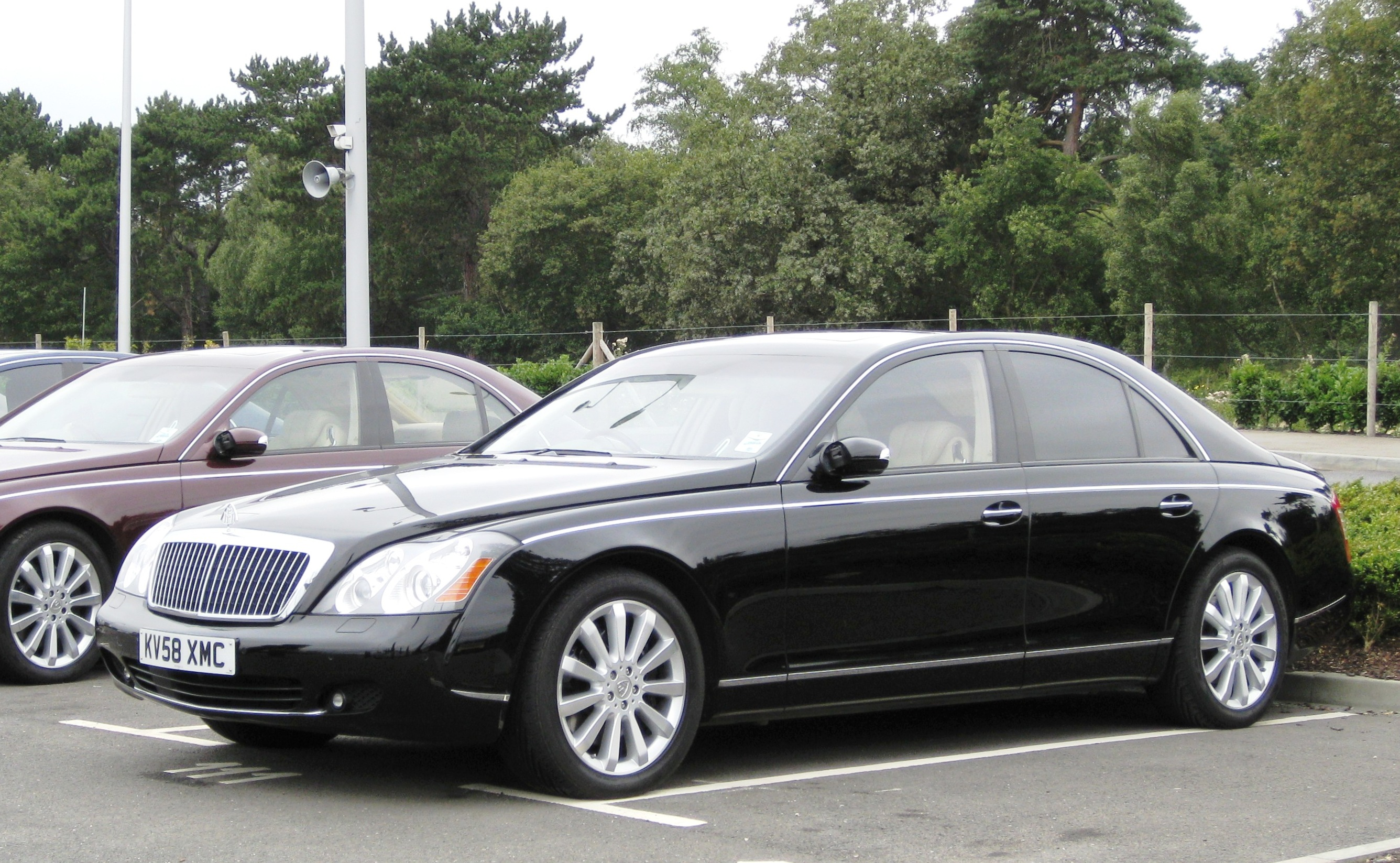
Maybach 57
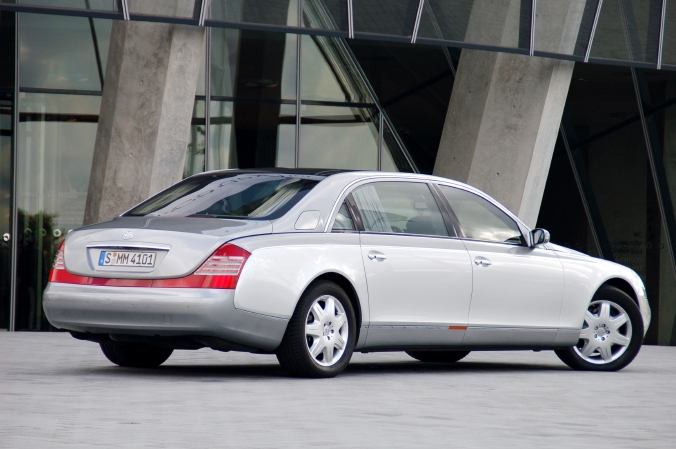
Maybach 62
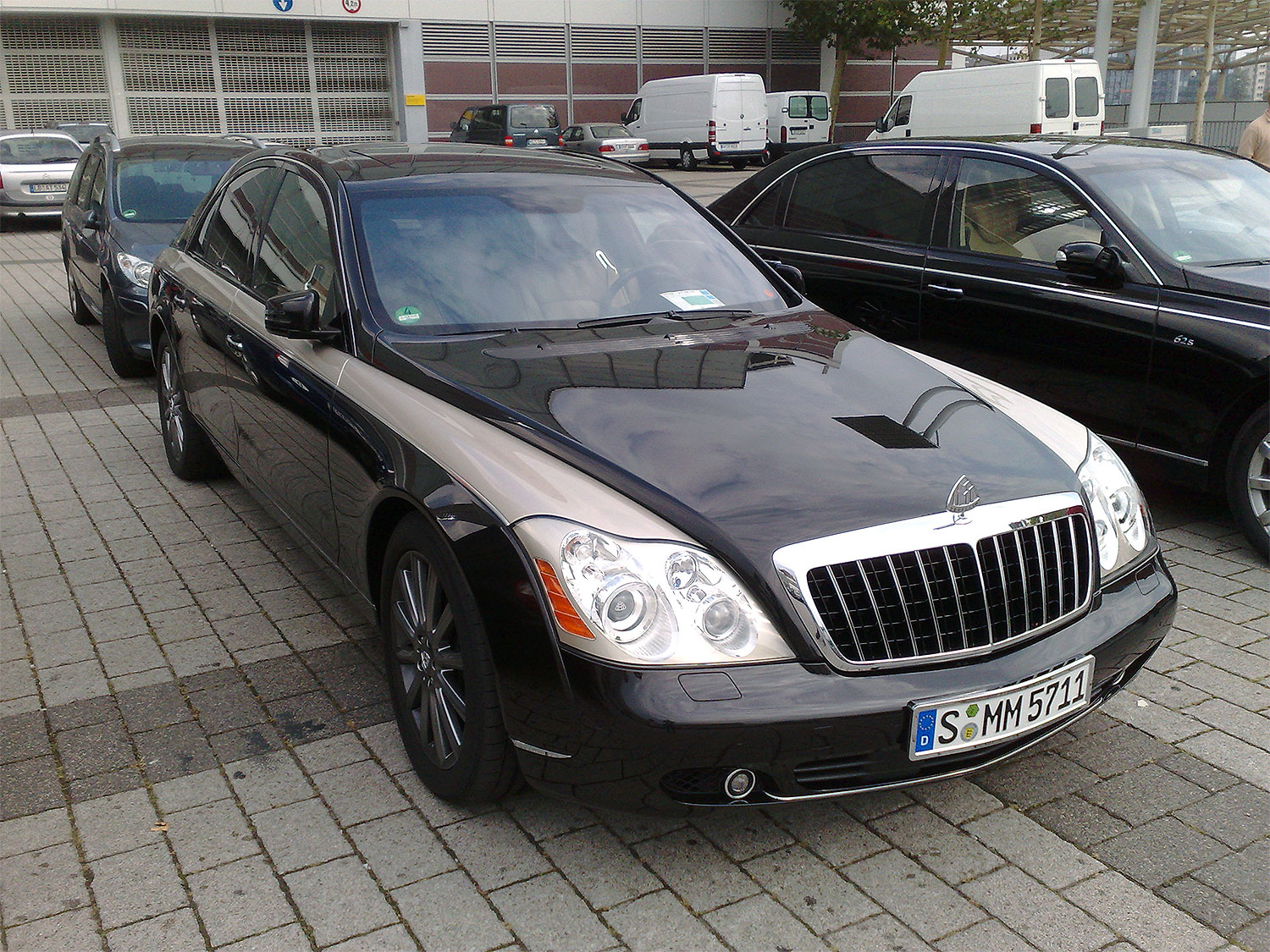
Maybach 62S
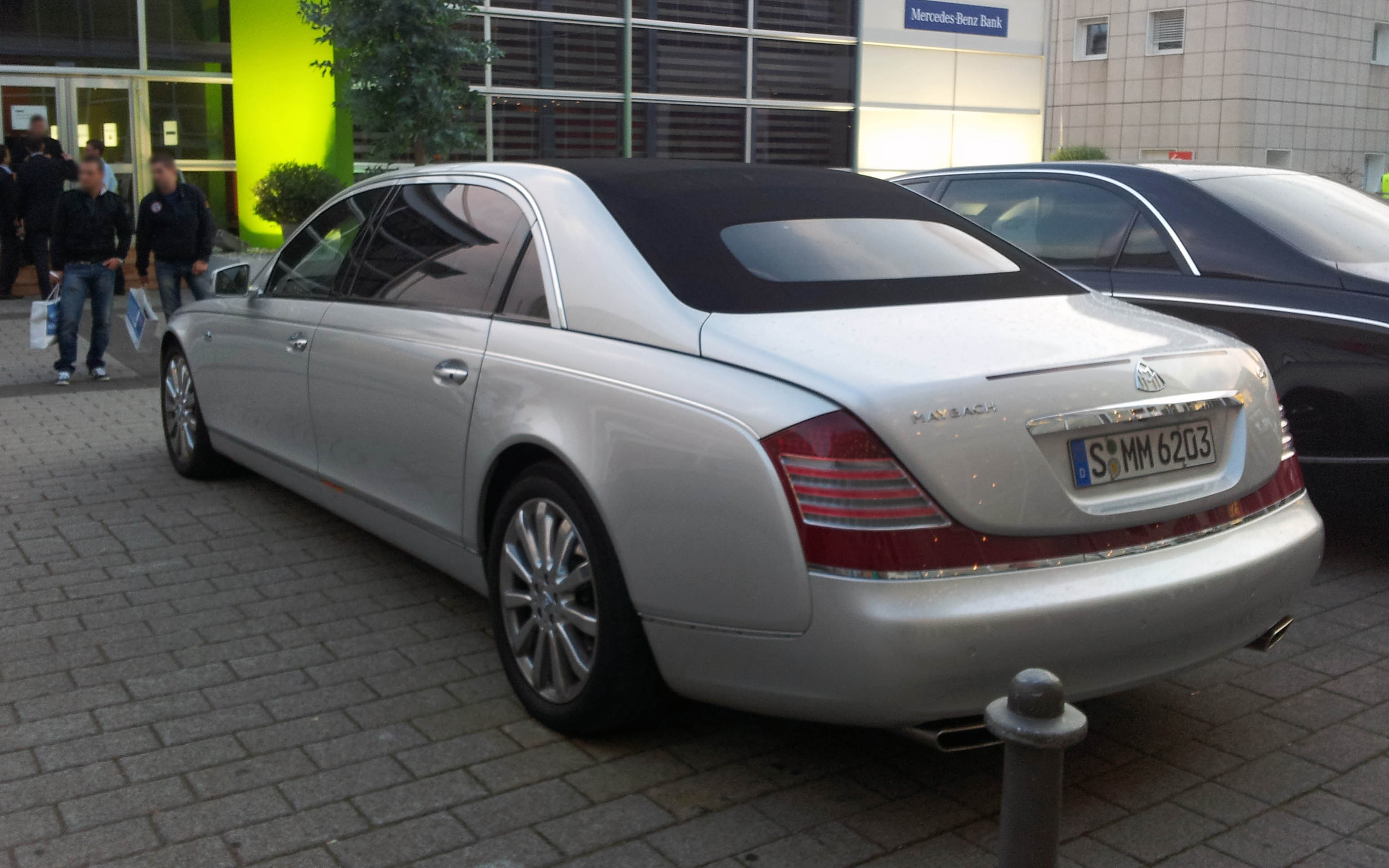
Maybach 62S Landaulet
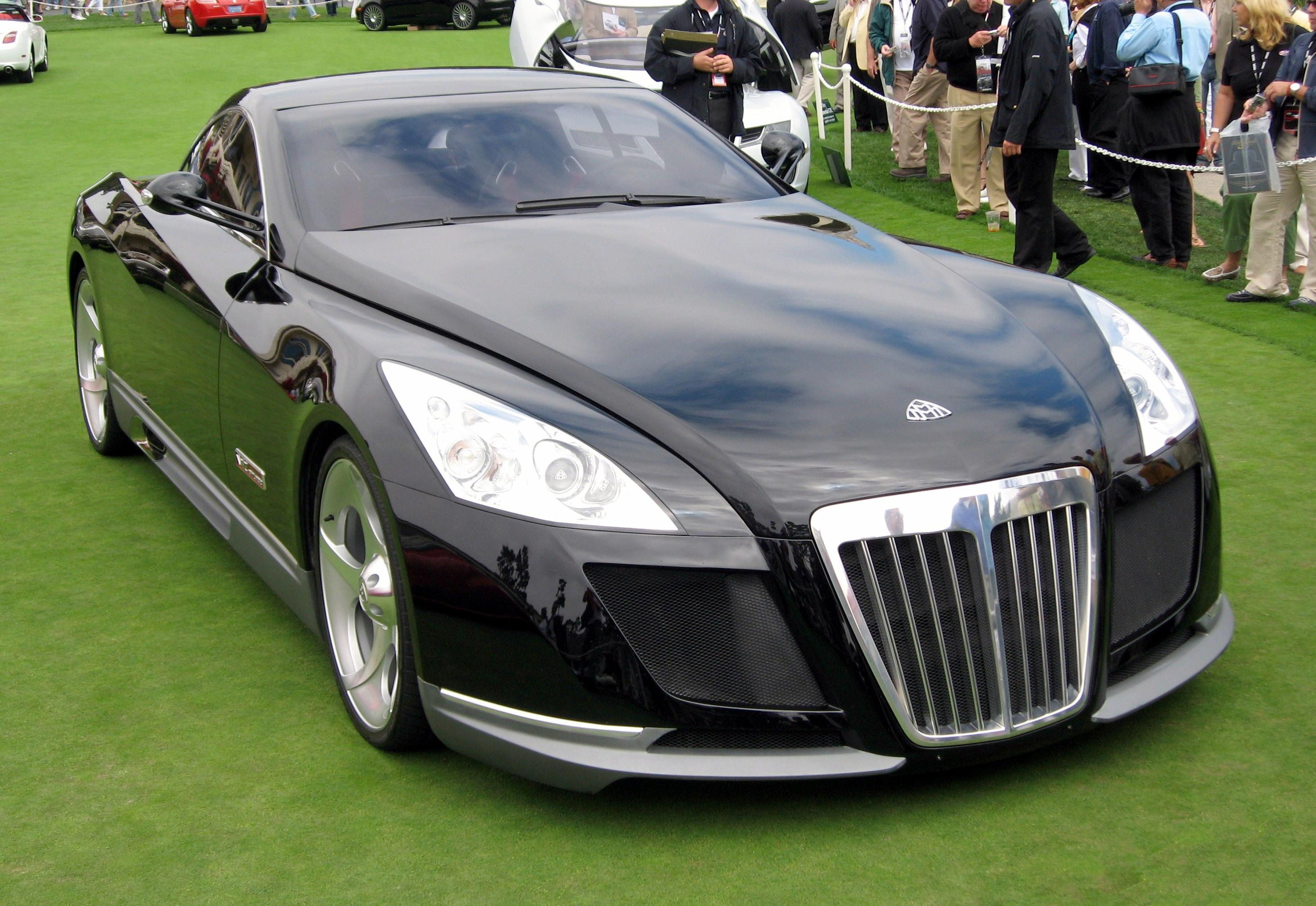
Maybach Exelero